# 178 (število)
178 (stó oseminsedemdeset) je naravno število, za katerega velja 178 = 177 + 1 = 179 - 1.